# Киянівка (зупинний пункт)
Кияні́вка — пасажирський залізничний зупинний пункт Жмеринської дирекції Південно-Західної залізниці на лінії Жмеринка-Подільська — Могилів-Подільський між станціями Бар (10 км) та Копай (16 км). Розташований неподалік села Киянівка Жмеринського району Вінницької області.

## Пасажирське сполучення
Приміське сполучення здійснюється поїздами сполученням Жмеринка — Могилів-Подільський.